# Ojgon nuur
Ojgon nuur (mong. Ойгон нуур) – słone jezioro bezodpływowe w północnej Mongolii, w ajmaku dzawchańskim.
Jezioro o powierzchni 61 km², głębokości do 8 m, długości do 18 km i szerokości do 8 km. Leży na wysokości 1664 m n.p.m. Na brzegach występują sołonczaki; brzegi południowe zabagnione.